# Ljubo Stipišić
Ljubo Stipišić – Delmata (Split, 28. rujna 1938. – Split, 9. listopada 2011.), je bio hrvatski melograf, aranžer, skladatelj i dirigent.
Ljubo Stipišić Delmata svoju popularnost stekao je kao voditelj i osnivač brojnih klapa od kojih su neke: Jeka Jadrana, Oktet DC, Kantaduri, Trogir, Vokalisti Salone i mnoge druge. Svojim izvedbama i repertoarima osigurale su put današnjem modernom klapskom pjevanju.
Utemeljitelj je časopisa Bašćinski glasi i glazbene edicije Leut. Također je jedan od osnivača Festivala dalmatinskih klapa, manifestacija Solinske ljetne priredbe, Sućuračka prikazanja, Smotra dalmatinskih klapa na Klisu, Susreti dalmatinskih klapa Sudamja, Korizmeno glagoljaško tradicionalno pučko pjevanje u Velikom tjednu Puče moj, te Pasionska baština u Zagrebu.  

## Životopis
Ljubo Stipišić rodio se 28. rujna 1938. godine u Splitu. Rodom je iz mjesta Vrbanj na otoku Hvaru. Glazbu je učio kod Josipa Zjačića i Silvija Bombardellija u Splitu. Sklada pretežito vokalnu glazbu za manje sastave (klape) i zborove koja se najviše temelji na starogradskoj folklornoj baštini koralnog podrijetla (ciklus Intrade). Ogledao se i u većim vokalnim oblicima (kantate "Zaplakalo dite na žudinski kanat", "Dignite barjak za neznane i male", "Hrvatska suita", oratoriji "Matija Ivanić", "Kalvarija", "Misa Croatie redivivae", "I rič se čovikom učini"). Jedan je od suosnivača Festivala dalmatinskih klapa u Omišu i voditelj brojnih poznatih dalmatinskih klapa (Jeka Jadrana, Oktet DC, Kantaduri, Trogir i dr.).
Kao melograf zabilježio je više od 200 dalmatinskih pučkih napjeva, čime je pridonio njihovoj reafirmaciji. Autor je mnogih zbirki narodnih napjeva ("Pisme starog Trogira" i "Oj Marjane") te više književnih djela ("Aforizmi" 1971., "Rod titanski, rod žgincani" 1975., "Kušaonica smisla" 1992. i dr.). Također je utemeljitelj brojnih drugih festivala, priredbi, smotri i susreta te utemeljitelj časopisa Bašćinski glasi (Omiš, 1991.), glazbene edicije Leut. 
Aranžirao je i producirao Hajdukovu navijačku pjesmu Marjane, Marjane (1971.).
Pokrenuo je književnu večer čakavskog pjesništva u Podstrani Ča pod Perunom.
Gradska knjižnica Zadar izdala je tri knjige Ljube Stipišića: "Mojih prvih 100 pjesama za dječje klape i školske zborove" (2006.), "Moje prve 222 pjesme" (2010.) i "Identitet" (2011.). Knjiga "Identitet" trebala je biti predstavljena u listopadu 2011., međutim predstavljanje je odgođeno zbog bolesti autora. Također, Gradska knjižnica Zadar skrbi o opusu Ljube Stipišića kroz digitalizacijski Projekt Delmata.
Otac je poznatoga hrvatskog glazbenika Zlatana Stipišića – Gibonnija.
Preminuo je 9. listopada 2011. u 74. godini života.

## Vanjske poveznice
- Stipišić, Ljubo – Delmata Hrvatska enciklopedija. LZMK
- LZMK / Hrvatski obiteljski leksikon: Stipišić, Ljubo  Arhivirana inačica izvorne stranice od 5. ožujka 2016. (Wayback Machine)
- Slobodna Dalmacija.hr – Igor Brešan: »IN MEMORIAM Ljubo Stipišić Delmata (1938.-2011.)«
- Zadarski list.hr – Irena Jurjević: »Umro je otac dalmatinske pisme«
- www.jergovic.com – Miljenko Jergović: »Ljubo Stipišić Delmata«
- Zaklada Ljubo Stipišić Delmata